# TP d'Or a la millor actriu
El Premi TP d'Or a la millor actriu és un guardó de televisió que es va lliurar a Espanya anualment entre 1972 i 2011. Fins a l'any 1979 es va denominar Millor actriu nacional per distingir-ho del de millor actriu estrangera. A partir de 1980 solament es van guardonar actrius espanyoles. Les nominacions van aparèixer en 1990. Fins a aquesta data la publicació informava sobre les candidatures que havien aconseguit la segona i tercera posició en la votació popular.

## Llista
| Any  | Persona              | Obra                            | Personatge               | Resultat        |
| ---- | -------------------- | ------------------------------- | ------------------------ | --------------- |
| 2011 | Ana Duato            | Cuéntame cómo pasó              | Mercedes Fernández López | Guanyadora      |
| 2011 | Amaia Salamanca      | Gran Hotel                      | Alicia Alarcón Aldecoa   | Nominada        |
| 2011 | Blanca Suárez        | El barco                        | Ainhoa Montero           | Nominada        |
| 2010 | Ana Duato            | Cuéntame cómo pasó              | Mercedes Fernández López | Guanyadora      |
| 2010 | Amparo Baró          | El internado                    | Jacinta García           | Nominada        |
| 2010 | Natalia Verbeke      | Gran Hotel                      | Adriana Pozuelo          | Nominada        |
| 2009 | Ana Duato            | Cuéntame cómo pasó              | Mercedes Fernández López | Guanyadora      |
| 2009 | Amparo Baró          | El internado                    | Jacinta García           | Nominada        |
| 2009 | María Castro         | Sin tetas no hay paraíso        | Jessica del Río          | Nominada        |
| 2008 | Amparo Baró          | El internado                    | Jacinta García           | Guanyadora      |
| 2008 | Carmen Machi         | Aída                            | Aída García García       | Nominada        |
| 2008 | Amaia Salamanca      | Sin tetas no hay paraíso        | Catalina Marcos Ruiz     | Nominada        |
| 2007 | Carmen Machi         | Aída                            | Aída García García       | Guanyadora      |
| 2007 | Amparo Baró          | El internado                    | Jacinta García           | Nominada        |
| 2007 | Ana Duato            | Cuéntame cómo pasó              | Mercedes Fernández López | Nominada        |
| 2006 | Ana Duato            | Cuéntame cómo pasó              | Mercedes Fernández López | Guanyadora      |
| 2006 | Ruth Núñez           | Yo soy Bea                      | Beatriz Pérez Pinzón     | Nominada        |
| 2006 | Carmen Machi         | Aída                            | Aída García García       | Nominada        |
| 2005 | Carmen Machi         | Aída                            | Aída García García       | Guanyadora      |
| 2005 | Lydia Bosch          | Motivos personales              | Natalia Nadal            | Nominada        |
| 2005 | Ana Duato            | Cuéntame cómo pasó              | Mercedes Fernández López | Nominada        |
| 2004 | Amparo Baró          | Siete Vidas                     | Soledad Huete            | Guanyadora      |
| 2004 | Mariví Bilbao        | Aquí no hay quien viva          | Marisa Benito            | Nominada        |
| 2004 | Ana Duato            | Cuéntame cómo pasó              | Mercedes Fernández López | Nominada        |
| 2003 | Ana Duato            | Cuéntame cómo pasó              | Mercedes Fernández López | Guanyadora      |
| 2003 | Belén Rueda          | Los Serrano                     | Lucía Gómez Casado       | Nominada        |
| 2003 | Amparo Baró          | Siete Vidas                     | Soledad Huete            | Nominada        |
| 2002 | Ana Duato            | Cuéntame cómo pasó              | Mercedes Fernández López | Guanyadora      |
| 2002 | María Galiana        | Cuéntame cómo pasó              | Herminia López           | Nominada        |
| 2002 | Amparo Baró          | Siete Vidas                     | Soledad Huete            | Nominada        |
| 2001 | Ana Duato            | Cuéntame cómo pasó              | Mercedes Fernández López | Guanyadora      |
| 2001 | Lina Morgan          | Academia de baile Gloria        | Gloria                   | Nominada        |
| 2001 | Amparo Baró          | Siete Vidas                     | Soledad Huete            | Nominada        |
| 2000 | Eva Santolaria       | Compañeros                      | Valle Bermejo            | Guanyadora      |
| 2000 | Alicia Borrachero    | Periodistas                     | Ana Ruiz                 | Nominada        |
| 2000 | Beatriz Carvajal     | Compañeros                      | Marisa Viñé              | Nominada        |
| 1999 | Lydia Bosch          | Médico de familia               | Alicia Sóller            | Guanyadora      |
| 1999 | Luisa Martín         | Médico de familia               | Juani Ureña              | Nominada        |
| 1999 | Eva Santolaria       | Compañeros                      | Valle Bermejo            | Nominada        |
| 1998 | Lydia Bosch          | Médico de familia               | Alicia Sóller            | Guanyadora      |
| 1998 | Lina Morgan          | Una de dos                      | Vicky / Susana           | Nominada        |
| 1998 | Amparo Larrañaga     | Periodistas                     | Laura Maseras            | Nominada        |
| 1997 | Lina Morgan          | Hostal Royal Manzanares         | Reme                     | Guanyadora      |
| 1997 | Lydia Bosch          | Médico de familia               | Alicia Sóller            | Nominada        |
| 1997 | Luisa Martín         | Médico de familia               | Juani Ureña              | Nominada        |
| 1996 | Lina Morgan          | Hostal Royal Manzanares         | Reme                     | Guanyadora      |
| 1996 | Lydia Bosch          | Médico de familia               | Alicia Sóller            | Nominada        |
| 1996 | Luisa Martín         | Médico de familia               | Juani Ureña              | Nominada        |
| 1995 | Verónica Forqué      | Pepa y Pepe                     | Pepa                     | Guanyadora      |
| 1995 | Lydia Bosch          | Médico de familia               | Alicia Sóller            | Nominada        |
| 1995 | Concha Cuetos        | Farmacia de Guardia             | Lourdes Cano             | Nominada        |
| 1994 | Lina Morgan          | Compuesta y sin novio           | Valentina Castillo Pérez | Guanyadora      |
| 1994 | Amparo Larrañaga     | Compuesta y sin novio           | Cati                     | Nominada        |
| 1994 | Concha Cuetos        | Farmacia de Guardia             | Lourdes Cano             | Nominada        |
| 1993 | Concha Cuetos        | Farmacia de Guardia             | Lourdes Cano             | Guanyadora      |
| 1993 | Lydia Bosch          | Lleno, por favor                | Trini Gil Mouriño        | Nominada        |
| 1993 | Beatriz Carvajal     | Lleno, por favor                | Filo Mouriño             | Nominada        |
| 1992 | Concha Cuetos        | Farmacia de Guardia             | Lourdes Cano             | Guanyadora      |
| 1992 | Catherine Fulop      | Abigail                         | Abigaíl Guzmán           | Nominada        |
| 1992 | Rafaela Aparicio     | Entre platos anda el juego      |                          | Nominada        |
| 1991 | Concha Cuetos        | Farmacia de Guardia             | Lourdes Cano             | Guanyadora      |
| 1991 | Grecia Colmenares    | Topacio                         | Topacio Sandoval         | Nominada        |
| 1991 | Victoria Abril       | Los jinetes del alba            | Marian                   | Nominada        |
| 1990 | Verónica Forqué      | Eva y Adán, agencia matrimonial | Eva                      | Guanyadora      |
| 1990 | Assumpta Serna       | Brigada Central                 | Julia                    | Nominada        |
| 1990 | Victoria Abril       | Los jinetes del alba            | Marian                   | Nominada        |
| 1989 | Victoria Abril       | El Lute: camina o revienta      | Chelo                    | Guanyadora      |
| 1988 | Emma Cohen           | Gatos en el tejado              | Sole                     | Guanyadora      |
| 1987 | Tina Sáinz           | Recuerda cuando                 | Marta                    | Guanyadora      |
| 1987 | Charo López          | Clase media                     | Andrea                   | 2a classificada |
| 1987 | Mercedes Sampietro   | Vísperas                        | Doña Gabriela            | 3a classificada |
| 1986 | Amparo Larrañaga     | Media naranja                   | Julia                    | Guanyadora      |
| 1986 | Concha Velasco       | La comedia musical española     | Diversos                 | 2a classificada |
| 1986 | Concha Cuetos        | Tristeza de amor                | Carlota Núñez            | 3a classificada |
| 1985 | Charo López          | Los pazos de Ulloa              | Sabel                    | Guanyadora      |
| 1985 | Victoria Abril       | Los pazos de Ulloa              | Manolita                 | 2a classificada |
| 1985 | Concha Velasco       | La comedia musical española     | Diversos                 | 3a classificada |
| 1984 | Concha Velasco       | Teresa de Jesús                 | Teresa de Jesús          | Guanyadora      |
| 1984 | Sílvia Munt          | La plaza del Diamante           | Colometa                 | 2a classificada |
| 1984 | Victoria Vera        | Ninette y un señor de Murcia    | Ninette                  | 3a classificada |
| 1983 | Ana Diosdado         | Anillos de oro                  | Lola                     | Guanyadora      |
| 1983 | Aurora Redondo       | Anillos de oro                  | Doña Trini               | 2a classificada |
| 1983 | María Asquerino      | Sonatas                         | Madre Abadesa            | 3a classificada |
| 1982 | Charo López          | Los gozos y las sombras         | Clara Aldán              | Guanyadora      |
| 1982 | Amparo Rivelles      | Los gozos y las sombras         | Mariana Sarmiento        | 2a classificada |
| 1982 | Rosalía Dans         | Los gozos y las sombras         | Rosario "La Galana"      | 3a classificada |
| 1981 | Tina Sáinz           | Estudio 1                       | Diversos                 | Guanyadora      |
| 1981 | María Garralón       | Verano azul                     | Julia                    | 2a classificada |
| 1981 | María Luisa Merlo    | Estudio 1                       | Diversos                 | 3a classificada |
| 1980 | Ana Belén            | Fortunata y Jacinta             | Fortunata                | Guanyadora      |
| 1980 | Maribel Martín       | Fortunata y Jacinta             | Jacinta                  | 2a classificada |
| 1980 | Lola Herrera         | Estudio 1                       | Diversos                 | 3a classificada |
| 1979 | Lola Herrera         | El señor Villanueva y su gente  | Cristina de Villanueva   | Guanyadora      |
| 1979 | Marisa de Leza       | La Barraca                      | Teresa                   | 2a classificada |
| 1979 | Victoria Abril       | La Barraca                      | Roseta                   | 3a classificada |
| 1978 | Victoria Vera        | Cañas y Barro                   | Neleta                   | Guanyadora      |
| 1978 | Maribel Martín       | El juglar y la reina            | Diversos                 | 2a classificada |
| 1978 | Tina Sáinz           | Estudio 1                       | Diversos                 | 3a classificada |
| 1977 | Lola Herrera         | Las Viudas                      | Diversos                 | Guanyadora      |
| 1977 | Nuria Espert         | Estudio 1                       | Salomé                   | 2a classificada |
| 1977 | Teresa Rabal         | Mujeres insólitas               | Ana Bolena               | 3a classificada |
| 1976 | Lucía Bosé           | La señora García se confiesa    | Señora García            | Guanyadora      |
| 1976 | Maribel Martín       | La saga de los Rius             | Mariona Rebull           | 2a classificada |
| 1976 | Charo López          | Estudio 1                       | Diversos                 | 3a classificada |
| 1975 | Charo López          | Estudio 1                       | Diversos                 | Guanyadora      |
| 1975 | Concha Velasco       | El Teatro                       | Diversos                 | 2a classificada |
| 1975 | Lola Herrera         | El Teatro                       | Diversos                 | 3a classificada |
| 1974 | Irene Gutiérrez Caba | Suspiros de España              | Diversos                 | Guanyadora      |
| 1974 | Lola Herrera         | El Teatro                       | Diversos                 | 2a classificada |
| 1974 | Concha Velasco       | Estudio 1                       | Diversos                 | 3a classificada |
| 1973 | Emma Cohen           | Tres eran tres                  | Julia                    | Guanyadora      |
| 1973 | Marisa Paredes       | Estudio 1 i Ficciones           | Diversos                 | 2a classificada |
| 1973 | Mónica Randall       | Estudio 1 i Novela              | Diversos                 | 3a classificada |
| 1972 | Julia Gutiérrez Caba | Buenas noches, señores          | Diversos                 | Guanyadora      |
| 1972 | Silvia Tortosa       | Novela                          | Diversos                 | 2a classificada |
| 1972 | Rafaela Aparicio     | Estudio 1                       | Diversos                 | 3a classificada |

## Estadístiques

### Més vegades premiada
- 7 Premis: Ana Duato.
- 3 Premis: Charo López, Concha Cuetos, Lina Morgan.
- 2 Premis: Amparo Baró, Carmen Machi, Emma Cohen, Lola Herrera, Lydia Bosch, Tina Sáinz, Verónica Forqué.

### Més vegades nominada
- 10 Nominacions: Ana Duato.
- 8 Nominacions: Amparo Baró.
- 7 Nominacions: Lydia Bosch.
- 6 Nominacions: Concha Cuetos.
- 5 Nominacions: Charo López, Concha Velasco, Lola Herrera, Lina Morgan, Victoria Abril.
- 4 Nominaciones: Carmen Machi.
- 3 Nominaciones: Amparo Larrañaga, Luisa Martín, Maribel Martín, Tina Sáinz.
- 2 Nominaciones: Amaia Salamanca, Beatriz Carvajal, Emma Cohen, Eva Santolaria, Rafaela Aparicio, Verónica Forqué, Victoria Vera.